# Чулакай
Чулака́й (каз. Шолақай) — село у складі Панфіловського району Жетисуської області Казахстану. Адміністративний центр Чулакайського сільського округу.
Населення — 3942 особи (2021; 3407 у 2009, 2884 у 1999, 2262 у 1989).